# Бичнус
Бичнус — река в России, протекает по Ярковскому и Тобольскому районам Тюменской области. Устье реки находится в 113 км по левому берегу реки Нерда. Длина реки составляет 32 км. Протекает через озёра Каишкуль, Большой Иткуль и Нердинское.
Система водного объекта: Нерда → Тобол → Иртыш → Обь → Карское море.

## Данные водного реестра
По данным государственного водного реестра России относится к Иртышскому бассейновому округу, водохозяйственный участок реки — Тобол от впадения реки Исеть и до устья, без рек Тура, Тавда, речной подбассейн реки — Тобол. Речной бассейн реки — Иртыш.
Код объекта в государственном водном реестре — 14010502612111200008573.